# Лях Віктор Олексійович
Ві́ктор Олексі́йович Лях — доктор біологічних наук, професор, завідувач кафедри садово-паркового господарства та генетики рослин Запорізького національного університету МОН України.
Створив наукові школи з пилкової селекції та мутагенезу олійних культур.
Має більш ніж 200 наукових праць, 30 авторських свідоцтв і патентів на винаходи та сорти рослин.
Є членом спеціалізованих вчених рад із захисту докторських дисертацій зі спеціальності 03.00.15 — «генетика» при Селекційно-генетичному інституті УААН (Одеса) та Інституті фізіології рослин і генетики НАН України (Київ).
Очолює Запорізьке відділення Українського товариства фізіологів рослин. Секретар Запорізького відділення УТГіС ім. М. І. Вавилова.
Наукова біографія

## Життєпис
Народився 11.03.1955, м. Запоріжжя.
У 1977 році з відзнакою закінчив агрономічний факультет Одеського сільськогосподарського інституту. У 1985 році захистив кандидатську дисертацію на тему «Изменение состава и спектра расшепляющихся популяций при воздействии различными факторами на пыльцу межвидовых гибридов F1 томатов» за спеціальністю 03.00.15-«генетика» у спецраді Інституту цитології та генетики АН БРСР (м. Мінськ). У 1993 році захистив докторську дисертацію на тему «Генетические основы микрогаметофитного отбора у кукурузы» за спеціальністю 03.00.15 — «генетика» у спецраді Всеросійського інституту рослинництва ім. М. І. Вавілова (м. Санкт-Петербург).
Вчене звання професора зі спеціальності «генетика» присвоєне у 2002 році у Інституті фізіології рослин та генетики НАН України (м. Київ).
З 1981 по 1985 рр. — молодший науковий співробітник Відділу генетики рослин АН МРСР (м. Кишинів); з 1985 по 1993 рр. — старший науковий співробітник лабораторії гаметної селекції Інституту екологічної генетики АН МРСР (м. Кишинів); з 1993 по 1995 рр. — зав. лабораторією гаметної селекції Інституту олійних культур УААН (м. Запоріжжя). З 1995 по 2003 рік — заступник директора з наукової роботи Інституту олійних культур УААН. З 2002 року — завідувач кафедри ботаніки та екології за сумісництвом, а з 11.09.2003 — завідувач кафедри ботаніки та екології перейменованої з 2004 року в ботаніки та генетики рослин — на постійній основі. В зв'язку з відкриттям напряму «Лісове та садово-паркове господарство» у 2006 році кафедра отримала назву садово-паркового господарства та генетики рослин Запорізького національного університету.
Член спеціалізованих вчених рад з захисту докторських дисертацій з спеціальності 03.00.15 — «генетика» при Селекційно-генетичному інституті (м. Одеса) та Інституту фізіології рослин і генетики НАН України (м. Київ).
Очолює Запорізькі відділення Українського товариства генетиків і селекціонерів та Українського товариства фізіологів рослин.
Автор більше 230 публікацій, має 11 охоронних документів на винаходи та 22 авторських свідоцтва і патентів на сорти олійних і декоративних культур. Підготував 9 кандидатів наук. Створив наукові школи з пилкової селекції та мутагенезу олійних культур.
Основні публікації:
1.Строение и биологическая активность стероидных гликозидов ряда спиростана и фуростана (1987).
2.Методы гаметной и зиготной селекции томатов (1988).
3. Новые подходы в селекции кукурузы (1992).
4. Генетическая коллекция вида Linum usitatissimum L. Каталог. (2003).
5. Ботанические и цитогенетические особенности видов рода Linum и биотехнологическте пути работы с ними (2008).
6. Индуцированный мутагенез масличных культур (2009).
Нагороди:
2008 рік — почесний знак «Відмінник освіти».